# UEFA 유럽 여자 축구 선수권 대회
UEFA 유럽 여자 축구 선수권 대회(UEFA Women's Championship)는 유럽 축구 연맹(UEFA)의 주관으로 개최되는 여자 축구 대회로 유럽에서 규모가 가장 큰 국가 대항 성인 여자 축구 대회이다. 흔히 여자 유로 ○○○○(개최 연도)이라 불린다. 1984년에 창설되었으며 남자 UEFA 유럽 축구 선수권 대회가 열린 해의 다음 해에 열린다.
1984년 대회부터 1995년 대회까지는 4개국, 1997년 대회부터 2005년 대회까지는 8개국이 참가했고 2009년 대회부터 2013년 대회까지는 12개국이 참가했다. 2017년 대회부터 참가국이 16개국으로 확대되었다.
2025년 대회부터 예선 방식이 UEFA 여자 네이션스리그와 같은 방식으로 바뀌었으며, 리그 디비전도 여자 유로 예선과 연동된다.

## 역대 대회
| 1984            | 홈 앤 어웨이 방식으로 개최 | 스웨덴   | 1 – 0 0 – 1 (4 - 3 p) | 잉글랜드 | 덴마크 & 이탈리아     | 덴마크 & 이탈리아     | 덴마크 & 이탈리아     |
| 1987            | 노르웨이                   | 노르웨이 | 2 – 1                 | 스웨덴   | 이탈리아              | 2 – 1                 | 잉글랜드              |
| 1989            | 서독                       | 서독     | 4 – 1                 | 노르웨이 | 스웨덴                | 2 – 1 (a.e.t.)        | 이탈리아              |
| 1991            | 덴마크                     | 독일     | 3 – 1 (a.e.t.)        | 노르웨이 | 덴마크                | 2 – 1 (a.e.t.)        | 이탈리아              |
| 1993            | 이탈리아                   | 노르웨이 | 1 – 0                 | 이탈리아 | 덴마크                | 3 – 1                 | 독일                  |
| 3위 결정전 폐지 |                            |          |                       |          |                       |                       |                       |
| 1995            | 독일                       | 독일     | 3 – 2                 | 스웨덴   | 잉글랜드 & 노르웨이   | 잉글랜드 & 노르웨이   | 잉글랜드 & 노르웨이   |
| 1997            | 노르웨이 스웨덴            | 독일     | 2 – 0                 | 이탈리아 | 스페인 & 스웨덴       | 스페인 & 스웨덴       | 스페인 & 스웨덴       |
| 2001            | 독일                       | 독일     | 1 – 0 (a.e.t. g.g.)   | 스웨덴   | 덴마크 & 노르웨이     | 덴마크 & 노르웨이     | 덴마크 & 노르웨이     |
| 2005            | 잉글랜드                   | 독일     | 3 – 1                 | 노르웨이 | 핀란드 & 스웨덴       | 핀란드 & 스웨덴       | 핀란드 & 스웨덴       |
| 2009            | 핀란드                     | 독일     | 6 – 2                 | 잉글랜드 | 네덜란드 & 노르웨이   | 네덜란드 & 노르웨이   | 네덜란드 & 노르웨이   |
| 2013            | 스웨덴                     | 독일     | 1 – 0                 | 노르웨이 | 덴마크 & 스웨덴       | 덴마크 & 스웨덴       | 덴마크 & 스웨덴       |
| 2017            | 네덜란드                   | 네덜란드 | 4 – 2                 | 덴마크   | 오스트리아 & 잉글랜드 | 오스트리아 & 잉글랜드 | 오스트리아 & 잉글랜드 |
| 2022            | 잉글랜드                   | 잉글랜드 | 2 – 1 (a.e.t.)        | 독일     | 프랑스 & 스웨덴       | 프랑스 & 스웨덴       | 프랑스 & 스웨덴       |
| 2025            | 스위스                     | 잉글랜드 | 1 – 1 (3 - 1 p)       | 스페인   | 이탈리아 & 독일       | 이탈리아 & 독일       | 이탈리아 & 독일       |

## 수상

### 대회 최다 득점자
| 대회                                   | 선수                                              | 득점  |
| -------------------------------------- | ------------------------------------------------- | ----- |
| 1984년 UEFA 유럽 여자 축구 선수권 대회 | 피아 순드하게                                     | 3득점 |
| 1987년 UEFA 유럽 여자 축구 선수권 대회 | 트루데 스텐달                                     | 3득점 |
| 1989년 UEFA 유럽 여자 축구 선수권 대회 | 시셀 그루데 우르줄라 론                           | 2득점 |
| UEFA 여자 유로 1991                    | 하이디 모어                                       | 4득점 |
| UEFA 여자 유로 1993                    | 수전 매켄지                                       | 2득점 |
| UEFA 여자 유로 1995                    | 레나 비데쿨                                       | 3득점 |
| UEFA 여자 유로 1997                    | 카롤리나 모라체 마리안네 페테르센 앙젤리크 루자스 | 4득점 |
| UEFA 여자 유로 2001                    | 클라우디아 뮐러 잔드라 슈미제크                   | 3득점 |
| UEFA 여자 유로 2005                    | 잉카 그링스                                       | 4득점 |
| UEFA 여자 유로 2009                    | 잉카 그링스                                       | 6득점 |
| UEFA 여자 유로 2013                    | 로타 셸린                                         | 5득점 |
| UEFA 여자 유로 2017                    | 조디 테일러                                       | 5득점 |
| UEFA 여자 유로 2022                    | 베스 미드 알렉산드라 포프                         | 6득점 |
| UEFA 여자 유로 2025                    | 에스테르 곤살레스                                 | 4득점 |

### 대회 최우수 선수
| 대회                                   | 선수            |
| -------------------------------------- | --------------- |
| 1984년 UEFA 유럽 여자 축구 선수권 대회 | 피아 순드하게   |
| 1987년 UEFA 유럽 여자 축구 선수권 대회 | 헤이디 스퇴레   |
| 1989년 UEFA 유럽 여자 축구 선수권 대회 | 도리스 피첸     |
| UEFA 여자 유로 1991                    | 질비아 나이트   |
| UEFA 여자 유로 1993                    | 헤게 리세       |
| UEFA 여자 유로 1995                    | 비르기트 프린츠 |
| UEFA 여자 유로 1997                    | 카롤리나 모라체 |
| UEFA 여자 유로 2001                    | 한나 융베리     |
| UEFA 여자 유로 2005                    | 안네 매키넨     |
| UEFA 여자 유로 2009                    | 잉카 그링스     |
| UEFA 여자 유로 2013                    | 나딘 앙거러     |
| UEFA 여자 유로 2017                    | 리커 마르턴스   |
| UEFA 여자 유로 2022                    | 베스 미드       |
| UEFA 여자 유로 2025                    | 아이타나 본마티 |

## 같이 보기
- UEFA 유럽 축구 선수권 대회
- UEFA 여자 챔피언스리그
- FIFA 여자 월드컵